# Drei Tage von De Panne 2009
Die 33. Drei Tage von De Panne sind ein Rad-Etappenrennen, dass vom 31. März bis zum 2. April 2009 stattfand. Es wurde in zwei Etappen, einer Halbetappe und einem kurzen Einzelzeitfahren über eine Distanz von insgesamt 544 Kilometern ausgetragen. Das Rennen ist Teil der UCI Europe Tour 2009 und dort in die höchste Kategorie 2.HC eingestuft.

## Etappen
| Etappe    | Tag      | Start – Ziel              | km  | Etappensieger   | Führender        |
| --------- | -------- | ------------------------- | --- | --------------- | ---------------- |
| 1. Etappe | 31. März | Middelkerke – Zottegem    | 199 | Filippo Pozzato | Filippo Pozzato  |
| 2. Etappe | 1. April | Zottegem – Koksijde       | 219 | Mark Cavendish  | Filippo Pozzato  |
| 3. Etappe | 2. April | De Panne – De Panne       | 112 | Mark Cavendish  | Frederik Willems |
| 4. Etappe | 2. April | De Panne – De Panne (EZF) | 14  | Bradley Wiggins | Frederik Willems |